# معمر عبد الرب
معمر عبد الرب (20 أغسطس 1982- 14 ديسمبر 2021) هو لاعب كرة قدم قطري دولي سابق مثل منتخب قطر في كأس آسيا 2004.
لعب لأندية قطر والسيلية والخريطيات والمرخية.

## وصلات خارجية
- معمر عبد الرب على موقع الاتحاد الدولي (مؤرشف)  (الإنجليزية)
- معمر عبد الرب على موقع قاعدة بيانات كرة القدم.إي يو (الإنجليزية)
- معمر عبد الرب على موقع ناشيونال فوتبول تيمز (الإنجليزية)
- معمر عبد الرب على موقع كووورة.